# Reino de Monzón
El reino de Monzón fue una tenencia denominada regnum (concesión real en situación de marca de frontera, normalmente regida por un infante de Aragón y Pamplona) creada en 1089 para el primogénito de Sancho Ramírez, Pedro I de Aragón, antes de su ascensión al trono de Aragón y Pamplona, y que a su muerte en 1104 regirían Ramiro Sánchez de Pamplona (1104-1125/26) y posteriormente (tras ser recuperado por los musulmanes durante cerca de un lustro) su hijo el rey García Ramírez el Restaurador (1130-1136).
Fue establecido después de que el infante Pedro participase en la reconquista de Estada (1087), Monzón y Estadilla (1089). En 1093 se conquistó Almenar, en la actual provincia de Lérida. El territorio llegaba hasta la «clamor» (frontera) de Almacellas por el este y casi hasta Fraga (Zaidín) por el sur.
A la muerte del rey Pedro I en 1104 la tenencia del condado montisonense recayó en el infante Ramiro Sánchez, esposo de la hija del Cid Cristina Rodríguez y nieto del rey García Sánchez el de Nájera. En 1125 o 1126 le sucedió al frente del señorío de Monzón su hijo el restaurador de la dinastía navarra García Ramírez.
En 1126 fue retomado por los musulmanes, pero cuatro años después y hasta 1136 se restableció el dominio cristiano, volviendo a ser regido por el rey García Ramírez de Pamplona. Las vicisitudes de la lucha con los musulmanes supuso ese año su nueva pérdida, siendo definitivamente conquistado en 1141. Terminó siendo cedido a los Caballeros Templarios.